# Semiothisa collaxata
Semiothisa collaxata är en fjärilsart som beskrevs av Claude Herbulot 1987. Semiothisa collaxata ingår i släktet Semiothisa och familjen mätare. Inga underarter finns listade i Catalogue of Life.